# Susan Huggett
Susan Huggett, née le 29 juin 1954, est une joueuse de hockey sur gazon zimbabwéenne.

## Biographie
Susan Huggett fait partie de l'équipe du Zimbabwe de hockey sur gazon féminin sacrée championne olympique en 1980 à Moscou.
Elle s'est ensuite installée ensuite en Australie à Melbourne.